# 怀布尔-帕拉德小体
怀布尔-帕拉德小体 (Weibel–Palade bodies, WPBs)又称W-P小体、细管小体、韋伯潘力氏小體，是血管内皮细胞和心脏内膜细胞内的储存颗粒。它们合成、储存并释放两种主要的分子： 血管性血友病因子和P-选择素，因此，W-P小体在止血和炎症中有着重要作用。

## 词源
W-P小体最早由瑞士解剖学家Ewald R. Weibel和罗马尼亚生理学家乔治·埃米尔·帕拉德(George Emil Palade)在1964描述。1974年，帕拉德由于其对研究细胞器的功能的贡献获得了诺贝尔生理学和医学奖。

## 组分
W-P小体内主要储有两种成分：一种是血管性血友病因子（von Willebrand factor，vWF），这是一种在凝血过程中起主要作用的多聚蛋白质，由于储有长聚合物vWF，W-P小体在电镜下呈长条状；另一种是P-选择素，在静息内皮细胞中P-选择素储存在W-P小体中，在静息内皮细胞被炎症介质、创伤等因素激活后，P-选择素迅速在细胞表面表达，尤其是在毛细血管后小静脉中的内皮细胞上。P-选择素参与介导白细胞等滚动和粘附。
W-P小体中的其它成分还包括 白介素-8、嗜酸性粒细胞趋化因子-3、内皮素-1、血管生成素-2、骨保护素、P-选择素辅因子CD63/lamp3、和FUT6。

## 产生
多聚体形式的vWF在高尔基体中由尾对尾的vWF二聚体以头对头的方式组装（ D3 结构域之间形成“头对头”链间二硫键）。vWF多聚体凝聚并扭曲成长的螺旋形，大多数平行的微管之间由较稀疏的蛋白质结构域矩阵隔开。随后，从高尔基体出芽几乎完全由vWF组成的有网格蛋白包被的囊泡。
未成熟的W-P小体停留在靠近细胞核的位置，在那里它们获得更多的膜蛋白，然后在微管和驱动蛋白的帮助下分散到整个细胞质中。网格蛋白包被囊泡从未成熟的W-P小体上出芽，减少了它们的体积，浓缩了其内容物，并移除了一些选择性的膜蛋白。成熟的魏布尔–帕拉德小体也可能相互融合。
唯一在生理学上具有类似功能的细胞器是血小板的α颗粒，它也含有vWF。W-P小体是vWF的主要来源，而α颗粒可能只起次要作用。

## 分泌
在细胞边缘，W-P小体通过与细胞皮质结合，形成一个易于释放的储池，并从细胞内部较大的微管依赖型储池中持续补充。
W-P小体的内容物可通过三种机制分泌：一些单独进行外排，另一些则与质膜暂时融合，仅让较小的分子（如IL-8, CD63）扩散出去而未完全与外界环境融合，形成一种被称作“持续接吻（lingering kiss）”的状态。此外，W-P小体也可能在细胞中聚集形成较大的分泌囊泡，进而实现多颗粒的集体释放。
分泌小体的形成是通过在小体之间插入微小的纳米囊泡介导的。当W-P小体与分泌小体融合时，其其中的vWF（血管性血友病因子）由管状结构转变为类似意大利面的细丝状结构，并通过融合孔排出。关于这些分泌囊泡是否排出除vWF以外的其他内容物，或者其选择保留哪些分子，目前仍有待确定。这种不同的释放方式可能反映了不同生理状态下分子子集特异性释放的生理需求。
在分泌过程中，vWF颗粒融合在一起，形成最后的“长串”。

## 临床意义
一些致病变异凸显了W-P小体的重要性。VWF基因上的变异是血管性血友病的常见病因。血管性血友病在人群中的流行率估计为1%，该病最常见的特征是长期且多变的黏膜和皮肤的出血。类似于严重的A型或B型血友病，III型血管性血友病是一种严重的出血性疾病。VWF 在初级止血过程（形成血小板塞）中起到在受伤部位招募血小板的作用，并且在次级止血过程（形成稳定的纤维蛋白网以加强和巩固血小板塞）中作为凝血因子VIII（FVIII）的伴侣蛋白。